# Raoul Glaber
Raoul Glaber (Rodulfus Glaber, c'est-à-dire le Glabre ou le Chauve), né vers 985 en Bourgogne et mort vers 1047, est un moine chroniqueur de son temps (époque de l'an mil) et, malgré son inexactitude historique relative, l'une des sources les plus importantes dont disposent les historiens sur la France durant cette période.

## Biographie
Né de la relation doublement illégitime d'un clerc (« Conçu par mes parents dans le pêché », confessera-t-il), Raoul Glaber est un enfant terrible, instable et rebelle (« J'étais de manières odieuses et intolérables, plus qu'on ne saurait le dire, dans mes actions »).
Son oncle, un moine, l'arrache de force à cette vie pour le faire entrer à l'âge de douze ans au monastère de Saint-Léger-de-Champeaux (Côte-d'Or), en tant qu'oblat. Il en est expulsé à cause de sa conduite ; dans un de ses écrits, il raconte que, par fierté, il a résisté et a désobéi à ses supérieurs, et s'est disputé avec ses frères.
À la suite de la nouvelle de la destruction du bâtiment du Saint-Sépulcre à Jérusalem par le calife fatimide et chiite Al-Hakim bi-Amr Allah, le 18 octobre 1009, Raoul Glaber accuse les Juifs d’en être la cause (allégations antisémites),,,,. Il en résulte que les Juifs sont chassés de Limoges et de nombreuses autres villes françaises - ou tués. Finalement, cette destruction sera une des causes des croisades à venir et notamment celle dont se servira le pape Urbain II en 1095 pour appeler les chrétiens à libérer Jérusalem, et entraînera une vague de construction d'églises du Saint-Sépulcre, sur le modèle de celle de Jérusalem, dans tout l'occident chrétien.
Glaber entre ensuite à l'abbaye bénédictine Saint-Bénigne de Dijon où il demeure de 1025 à 1030.
Pour sa désobéissance, son instabilité ou son franc-parler, Glaber est renvoyé d’une communauté à une autre,. En 1010, il rencontre Guillaume de Volpiano à l'abbaye de Moutiers-Saint-Jean.
Il est à l'abbaye Saint-Pierre de Bèze en 1025, puis rencontre l'abbé Odilon de Mercœur (surnommé Guillaume de Dijon ou de Cluny), à l'abbaye de Cluny, en 1031, qui devient son protecteur ; c'est lui « qui fixa à Cluny le moine errant que fut Raoul Glaber ». Ce dernier y rédige la plus grande partie de ses Histoires à partir de cette même date, « en les situant dans le contexte du changement de millénaire avec ses croyances, ses superstitions, sa philosophie », qu'il dédie à l'abbé Odilon. Il l'accompagne lors d'un voyage en Italie durant la seconde décennie du premier millénaire, et après sa mort, écrit une Vie de saint Guillaume abbé de Dijon,.
L'historien Georges Duby dit de Glaber : « Il est aussi curieux qu'André de Fleury des choses du monde. Il le serait plutôt davantage. Tout l'attire, de ce qui vit et s'agite hors du cloître. Il ne tient pas en place, saisissant toute occasion de prendre la route. Il sait écouter, regarder. D'un univers où tout l'ordre ancien bascule, c'est un excellent témoin... Entendons-nous : il a mauvaise réputation ; l'histoire positiviste lui reproche, outre de tourmenter le latin, sa tendance à déformer la « vérité ». Tout récemment, R.H. Bautier a montré, avec justesse, comme il a manipulé ce qui lui était parvenu de l'hérésie d'Orléans. Bien sûr, il déforme... Puisque, partant de rumeurs qu'il recueille de-ci de-là, il construit une image globale, vigoureuse. Et puisque cette image est celle que l'on se fait alors à Cluny ».
Enfin, il devient moine à l'abbaye Saint-Germain d'Auxerre où il réside à partir de 1039. Il meurt, selon les sources, à l'abbaye de Saint-Germain d'Auxerre (plus probablement) ou de Cluny,.

Lieux de vie
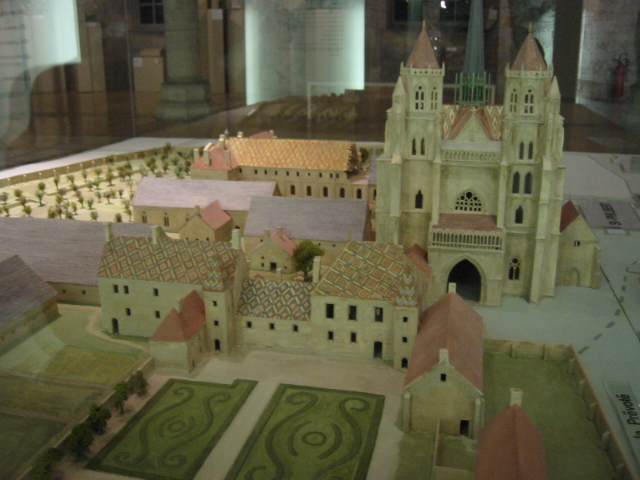
Maquette de l'abbaye Saint-Bénigne de Dijon
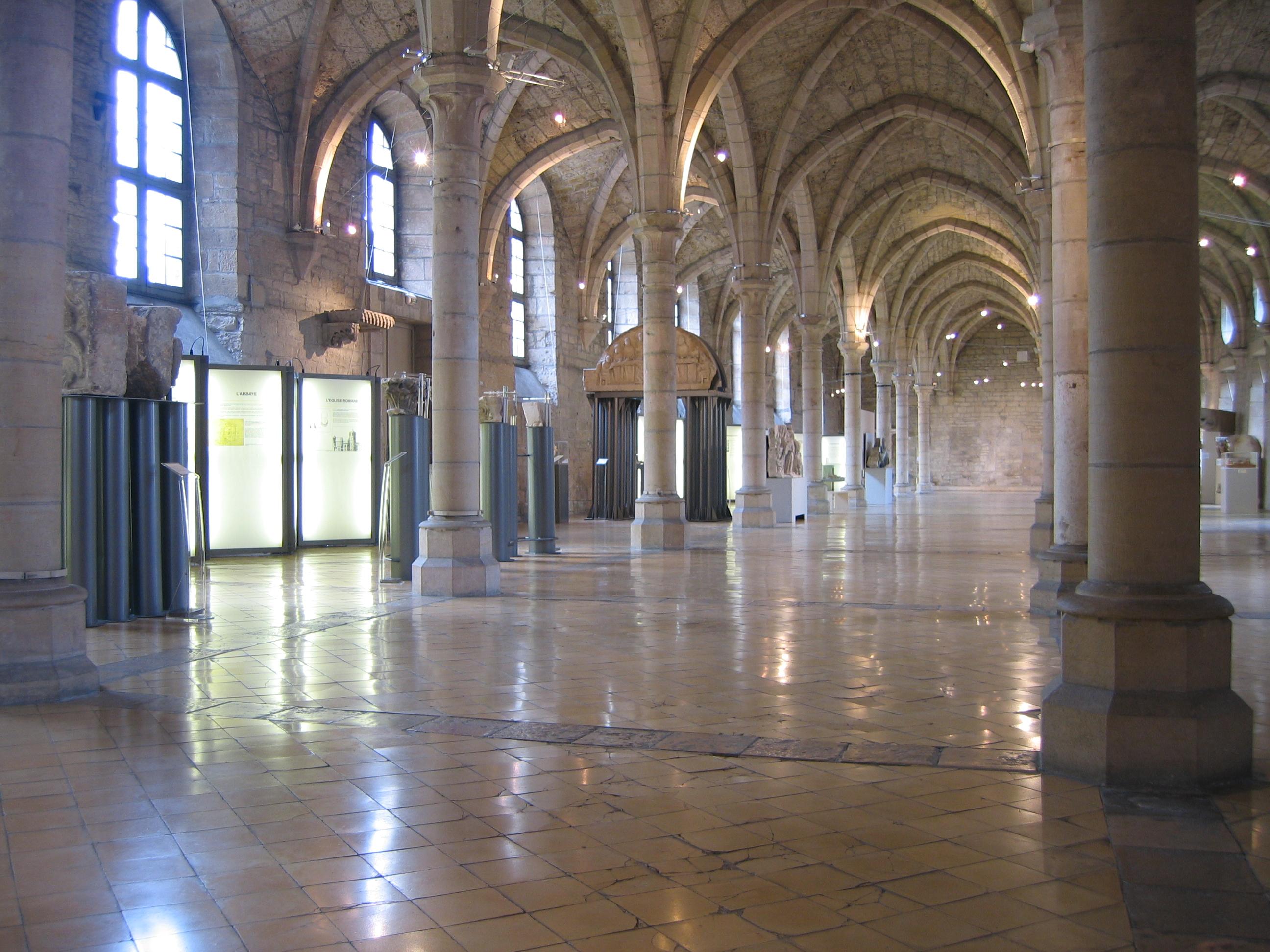
Ancien dortoir de l'abbaye Saint-Bénigne de Dijon
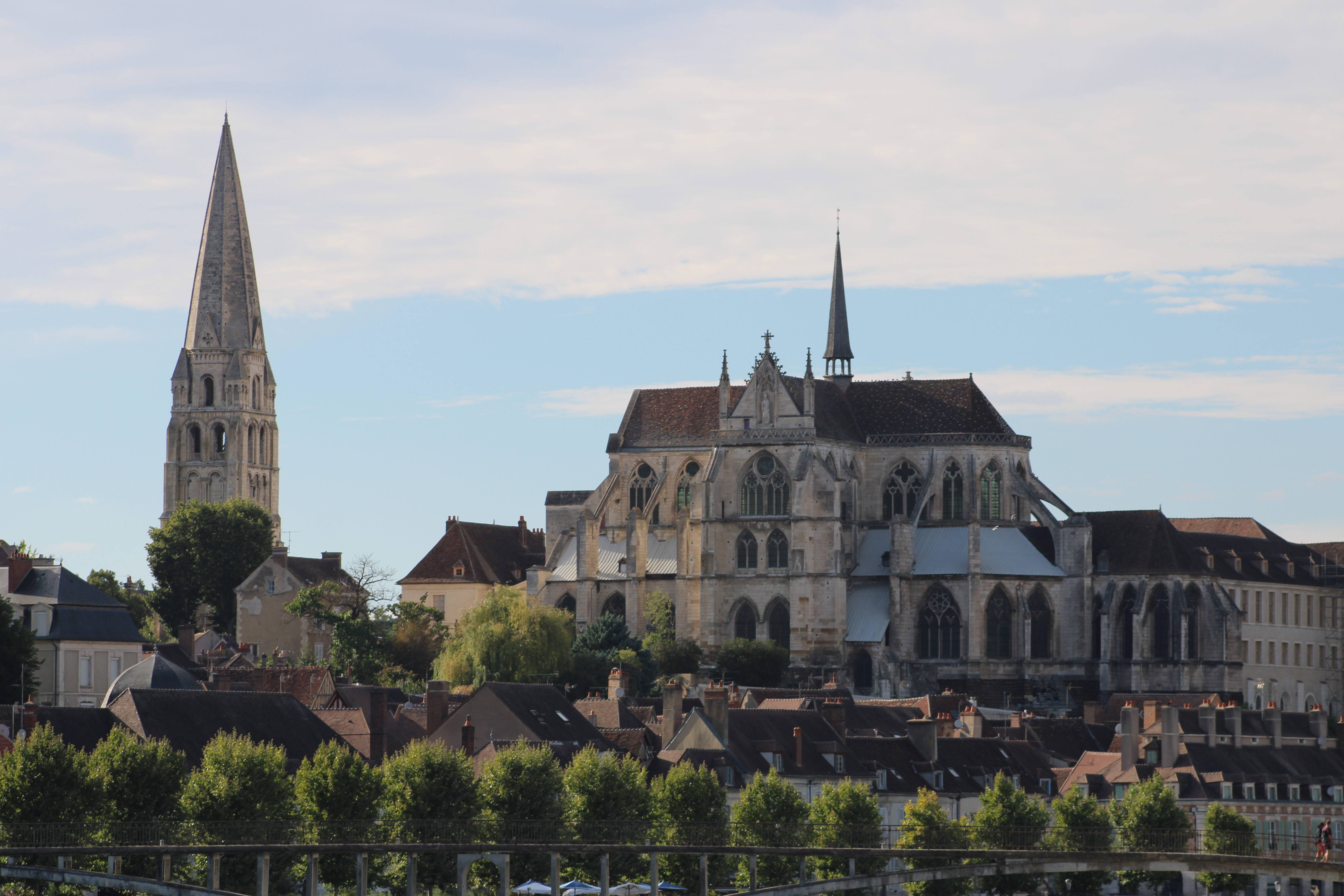
Église et abbaye Saint-Germain d'Auxerre
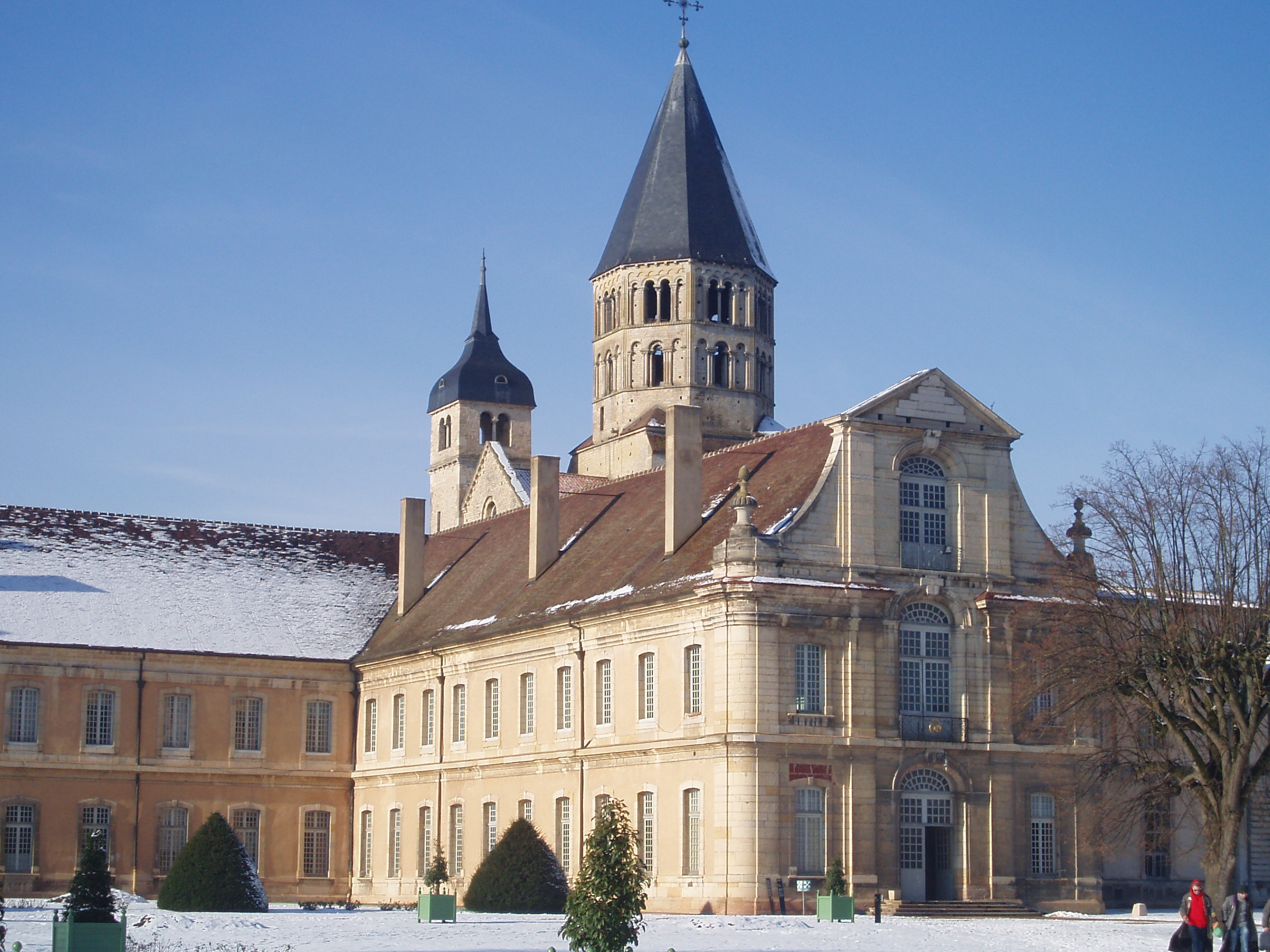
Abbaye de Cluny

## Œuvre
On doit à Raoul Glaber une Vie de saint Guillaume abbé de Dijon — ou Guillaume de Volpiano (Vita Sancti Guillelmi Abbatis Divionensis) — et des Histoires (Historiæ).
Ces dernières, intitulées Historiarum libri quinque ab anno incarnationis DCCCC usque ad annum MXLIV (Cinq livres d'histoires depuis l'an 900 après l'Incarnation jusqu'en l'an 1044) ont été commencées entre 1026 et 1040 à l'abbaye de Cluny (livre I et une partie du livre II) et achevées à l'abbaye Saint-Germain d'Auxerre.
Initialement destinées à constituer une histoire ecclésiastique (universelle), elles couvrent des événements survenus dans le centre de la France, en les mêlant à des anecdotes et à des visions à caractère édifiant. Empreintes de superstition, elles n'en constituent pas moins un document particulièrement éclairant sur la première moitié du XIe siècle, car elles permettent de saisir la mentalité de l'époque et les conceptions de l'auteur.
Ainsi, Raoul Glaber y évoque son temps dans une perspective eschatologique. Selon Pierre Riché, en effet, un livre complet de son œuvre décrivait l'année 1033, qui constituait le millième anniversaire de la mort et de la résurrection du Christ, et pouvait être interprétée symboliquement comme une fin des temps.
Raoul Glaber apporte également de nombreuses informations sur la « Paix de Dieu ».
Une lecture erronée de l'œuvre, qui fait peu de cas du contexte dans lequel elle a été écrite, a ignoré, sous la plume des historiens du XXe siècle, sa valeur pour comprendre le millénarisme autour de l'an mille.
Nombre de ses citations sont restées célèbres :
- à propos du IXe siècle : « On croyait que l’ordre des saisons et les lois des éléments qui jusqu’alors avaient gouverné le monde étaient retombés dans un éternel chaos, et l’on craignait la fin du genre humain » ;
- la plus connue à propos du nouveau millénaire[14] : « Trois années n’étaient pas écoulées dans le millénaire que, à travers le monde entier, et plus particulièrement en Italie et en Gaule, on commença à reconstruire les églises, bien que pour la plus grande part celles qui existaient aient été bien construites et tout à fait convenables. Il semblait que chaque communauté chrétienne cherchait à surpasser les autres par la splendeur de ses constructions. C’était comme si le monde entier se libérait, rejetant le poids du passé et se revêtait d’un blanc manteau d’églises. Presque toutes les églises épiscopales et celles de monastères dédiées aux divers saints, mais aussi les petits oratoires des villages étaient rebâtis mieux qu’avant par les fidèles. »

De larges extraits de ses œuvres sont cités et commentés dans l'ouvrage L'an mil de Georges Duby. Cet historien considère Glaber comme une source fiable, qui permettrait de comprendre le millénarisme autour de l'an mil. Les travaux de Dominique Barthélemy, Sylvain Gouguenheim, réexaminant cette source, ont toutefois remis en cause cette interprétation. La crédibilité de certains de ses écrits, notamment celui sur la famine — repris au XXe siècle dans des livres d'histoire —, où Glaber évoque des scènes d'anthropophagie, est plus que sujette à caution : 

« Hélas ! O douleur ! chose rarement entendue au cours des âges, une faim enragée fit que les hommes dévorèrent de la chair humaine. Des voyageurs étaient enlevés par de plus robustes qu’eux, leurs membres découpés, cuits au feu et dévorés… »

Pierre Bonnassie note quant à lui le « non-conformisme » et « l'acuité de la vision du monde » de Raoul Glaber, dont le passage cité confirme bien d'autres mentions de cannibalisme de survie, souvent réticentes, dans les sources du Haut Moyen Âge.

## Hommage
À Dijon, une rue porte le nom de Raoul Glaber.